# Cryphia remanei
Cryphia remanei är en fjärilsart som beskrevs av Heydemann, Schulte och Adolf Remane 1963. Cryphia remanei ingår i släktet Cryphia och familjen nattflyn. Inga underarter finns listade i Catalogue of Life.